# HMS Swordfish (1916)
Pour les autres navires du même nom, voir HMS Swordfish.
Le HMS Swordfish est un sous-marin expérimental construit pour la Royal Navy durant la Première Guerre mondiale. Il avait comme objectif d'atteindre la vitesse de 20 nœuds en surface avec un moteur Diesel.

## Conception
Le comité de la Royal Navy exige que les sous-marins puissent accompagner les navires de surfaces qu'ils protègent à une vitesse de 20 nœuds. De plus, la plupart des sous-marins britanniques construits par Vickers n'ont qu'une simple coque. Le captain Roger Keyes ayant servi comme attaché naval en Italie, a été tenu au courant du développement du sous-marin italien à double coque conçu par l'ingénieur Cesare Laurenti des chantiers Fiat-San Giorgio.
Les trois unités de classe S doivent être construits d'après la conception de Cesare Laurenti avec des turbines à vapeur. Le chantier naval de Greenock modifiera le dessin pour y inclure l'armement. Le HMS Swordfish garde les dimensions de la conception italienne mais son déplacement est plus important et son endurance moindre.

### Caractéristiques techniques
Le HMS Swordfish bénéficie d'une double coque partielle avec huit compartiments étanches. Il est propulsé par deux turbines à vapeur entrainant deux arbres d'hélice Parsons alimentées par une chaudière Yarrow développant une puissance de 4 000 ch.
Il peut emporter 104 tonnes de fioul permettant une autonomie de près de 5 600 km à 8,5 nœuds en surface.
Les deux moteurs électriques d'une puissance combinée de 1 400 ch, alimentés par 64 batteries, lui permettent une plongée de plus sur 100 km à 6 nœuds.

## Service

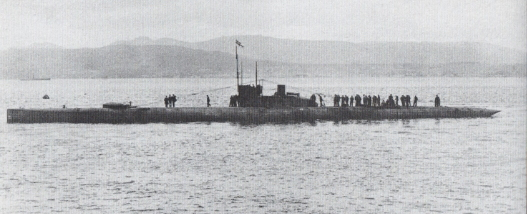
Photo du sous-marin à vapeur HMS Swordfish

Le HMS Swordfish est lancé le 18 mars 1916 et prend le nom de HMS S1. Sous les ordres du commandant Geoffrey Layton il effectue 5 mois d'essais qui feront profitables pour la future classe K.
Très instable en surface et trop lent pour suivre les navires, il est reconverti dès juillet 1917 en navire de patrouille de surface en reprenant son nom d'origine : HMS Swordfish. Les tubes lance-torpilles sont enlevés et remplacés par des grenades, plus adaptées à son rôle de patrouilleur anti-sous-marins. Il rejoint la première flottille de destroyers de Portsmouth et y sert jusqu'au 24 janvier 1918.
Il est rayé des listes en janvier 1919 et vendu pour la démolition.

### source
- (en) Cet article est partiellement ou en totalité issu de l’article de Wikipédia en anglais intitulé « HMS Swordfish (1916) » (voir la liste des auteurs).